# Sotoca de Tajo
Sotoca de Tajo es una localidad española, pedanía del municipio guadalajareño de Cifuentes, en la comunidad autónoma de Castilla-La Mancha. 

## Ubicación
Está situada en el centro de la provincia de Guadalajara, en el extremo sureste del municipio de Cifuentes. Linda al norte con las pedanías de Ruguilla y Huetos, al este con la pedanía de Huetos y al sur y oeste con el término municipal de Trillo.
Se accede desde Cifuentes por la CM-2021 y después por GU-9057. Su término está atravesado por el sendero GR-10 y europeo E-7, sendero de Gran Recorrido que une Portugal con Valencia, en su tramo de Ruguilla a Carrascosa de Tajo, por el que se accede al parque natural del Alto Tajo.

## Toponimia
El nombre de Sotoca está relacionado con el término "roca", aludiendo a su situación sobre una; aunque podría aludir al término "soto" debido a la situación de chaparrales cercanos. El apellido "de Tajo" se añadió en 1916 haciendo referencia al río que pasa cerca de la localidad.
Sotoca aparece citado por primera vez en documentos de los años 1186 en relación con el cercano monasterio de Santa María de Ovila. Los naturales y vecinos de esta población se llaman sotoqueños o sotoquenses.

## Geografía
Las características geográficas son las propias de la comarca de la Alcarria Alta. El paisaje se caracteriza por la alternancia de pequeños cerros y fértiles navas, por las que circulan cauces de agua de caudal intermitente que desembocan en el río Tajo.
La zona se sitúa a una altitud entre los 800 y 860 m sobre el nivel del mar, teniendo como cota máxima el vértice geodésico de Covacha, con una altitud de 910 m sobre el nivel del mar, situado entre los términos de Trillo y Sotoca de Tajo.
La localidad se encuentra en la unión de dos largos y poco profundos barrancos que van a desaguar al río Tajo. El primero es el llamado barranco de los Arenales de Ruguilla, que forma una amplia vega cultivable y atraviesa la zona de norte a sur. A este vallejo se le une otro que proviene del noroeste, desde Huetos, denominado barranco Angosto. Otro de los barrancos es el barranco de la Fuente de la Nava, que posee caudal estacional.

### Flora y fauna
Como en toda la Alcarria, se caracteriza en su monte bajo por la riqueza de plantas aromáticas como romero, espliego, cantueso, tomillo, salvia y ajedrea; flores como las aliagas, y arbustos leñosos como el boj, la sabina albar o el enebro.
Sus bosques están formados por encina, chaparro, pino en los páramos y laderas. En zonas húmedas hay chopos y álamos y en las zonas cultivadas hay gran número de nogales, membrilleros, mimbreras y algún árbol frutal.
Se siembran principalmente cultivos de secano, como trigo, cebada, avena, centeno y girasol. Hay también viñas y olivar ya prácticamente abandonados. Algún huerto en el que cabe destacar la calidad de sus judías secas (alubias).
Entre los animales abundan el jabalí, corzo, conejo, liebre, zorro, codornices, perdices, palomas y algunas rapaces.

## Historia
Hacia mediados del siglo XIX, el lugar, por entonces con ayuntamiento propio, tenía contabilizada una población de 116 habitantes. La localidad aparece descrita en el decimocuarto volumen del Diccionario geográfico-estadístico-histórico de España y sus posesiones de Ultramar de Pascual Madoz de la siguiente manera:

SOTOCA: l. con ayunt. en la prov. de Guadalajara (10 leg.), part. jud. de Cífuentes (1), aud. terr. de Madrid (20), c. g. de Castilla la Nueva , dióc de Sigüenza (7). sit. al pie de un cerrito, que le resguarda de los vientos del N.; su clima es sano y las únicas enfermedades que se padecen, son algunas pulmonias y tercianas: tiene 40 casas; la consistorial; 2 pósitos uno pio y otro nacional, el primero con el fondo de 12 fan. de trigo y el segundo con 30; escuela de instruccion primaria frecuentada por 10 alumnos, retribuida por los discípulos; una hermosa fuente con 4 caños, de abundantes y buenas aguas; una igl. (San Pedro) aneja de la de Huetos; el cementerio se halla en posicion que no ofende á la salubridad pública, unido á una ermita dedicada á San Martin ob., en la cual se veneran varias imágenes que habia en el ex-monasterio de Obila, entre ellas la de la titular, Maria Santísima. térm.: confina con los de Ruguilla, Huetos, Carrascosa, Trillo y Gargoles de Abajo: dentro de él se encuentra el ex-monasterio de bernardos, titulado de Sta. Maria de Obila, edificio de buena construccion y mérito, especialmente su igl. que está muy destruida y proxima á arruinarse; el conv. se halla habitado por varios colonos y hortelanos empleados en el cultivo de las heredades y huerta, que pertenecieron á la comunidad. El terreno fertilizado por un arroyo que baja de Huetos, por otro que se forma de las fuentes que llaman de las Mayas y por el r. Tajo, es de buena calidad; comprende algunos prados de regadío, 2 pequeños montes, el uno de chaparro y encina y otro tambambien de chaparro y roble: hay un pequeño pinar, cuyos árboles no son maderables y solo sirven para las fogatas. caminos: los locales, todos de herradura, en buen estado. correo: se recibe y despacha en la cab. del part. prod.: trigo, cebada, avena, patatas, judias, almortas, vino, cáñamo, alazor, melones, membrillos, cerezas, toda clase de verduras y hortalizas, cera, miel, leñas de combustible y carboneo, y buenos pastos con los que se mantiene ganado lanar, vacuno y mular; hay caza de perdices, conejos, liebres, tejones, algunos lobos y zorras, y pesca de truchas, anguilas y barbos. ind.: la agrícola, el carboneo y 2 molinos harineros. pobl.: 30 vec., 116 alm. cap. prod.: 830,000 rs. imp.: 41,500. contr.: 2,045.
(Madoz, 1849, pp. 518-519)

Hasta la reforma de la nomenclatura municipal de 1916 el municipio se llamaba simplemente Sotoca. En dicha fecha su nombre fue modificado por el de Sotoca de Tajo. El municipio de Sotoca de Tajo desapareció en 1969, al fusionarse con los de Ruguilla, Val de San García, Gárgoles de Arriba y Cifuentes.

## Demografía
| Gráfica de evolución demográfica de Sotoca de Tajo entre 1842 y 1960 |
| |
| Población de derecho según los censos de población del INE Población de hecho según los censos de población del INEEntre el censo de 1970 y el anterior, este municipio desaparece porque se integra en el municipio Cifuentes |

## Patrimonio
En la localidad hay una iglesia bajo la advocación de San Pedro.

## Cartografía
- Instituto Geográfico Nacional. Mapa topográfico nacional de España (MTN50). Hoja 512; 1:50000. Centro Nacional de Información Geográfica. 2006.